# Moj e bukura More
Moj e bukura More (på svenska Åh min vackra Moré) är en albansk nostalgisk sång om Peloponnesos "Morea".
| Albanska | Grekiska | Svenska | Engelska |
| --- | --- | --- | --- |
| Moj e bukura More Si të lash e më s’të pash Si të lash, si të lash Siç të gjeta nuk të lash Atje kam unë zotin At Atje kam unë zonjën Mëmë Atje kam dhe detin Vella Gjithë mbuluar Të gjithë mbuluar Të gjith mbuluar nën dhe Ah e bukura More | χ όμορφε μου Μοριά απο τότε που σε αφησα δεν σε ξανάδα πιά Εκεί έχω τον πατέρα μου Εκεί έχω την μητέρα μου Και την θάλασσα μου Όλους στη γη θαμμένους Αχ όμορφε μου Μοριά | Åh min vackra Moré Ända sedan jag lämnade dig Jag har inte sett dig mer Jag har min fader där Jag har min moder där Mitt hav och min broder är där Nu ligger de begravda under jord Åh min vackra Moré | Oh my beautiful Moré Ever since I left you I have not seen you more I have my father there I have my mother there My sea and my brother is there Now , they are buried underground Oh my beautiful Moré |